# Runit (Insel)
Die Runit ist eine Insel im Osten des Atolls Eniwetok in der Ralik-Kette der Marshallinseln. Sie war zwischen 1946 und 1958 Schauplatz verschiedener Kernwaffentests der USA. Auf Runit befindet sich zudem das Atommülllager Runit Dome.

## Geographie
Runit liegt etwa mittig am nordöstlichen Riffkranz des Atolls. Die Insel ist 3100 Meter lang und bis zu 263 Meter breit. Die Flächenausdehnung beträgt rund 46,3 Hektar.
530 Meter von der Nordwestspitze der Insel entfernt befindet sich in einem ehemaligen Krater eines Kernwaffentests aus dem Jahre 1958 der Runit Dome mit einem Durchmesser von 120 Metern.

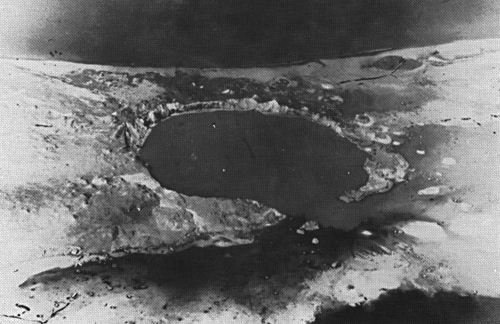
Krater der Detonation vom 5. Mai 1958 (Operation Hardtack I, Cactus-Explosion)
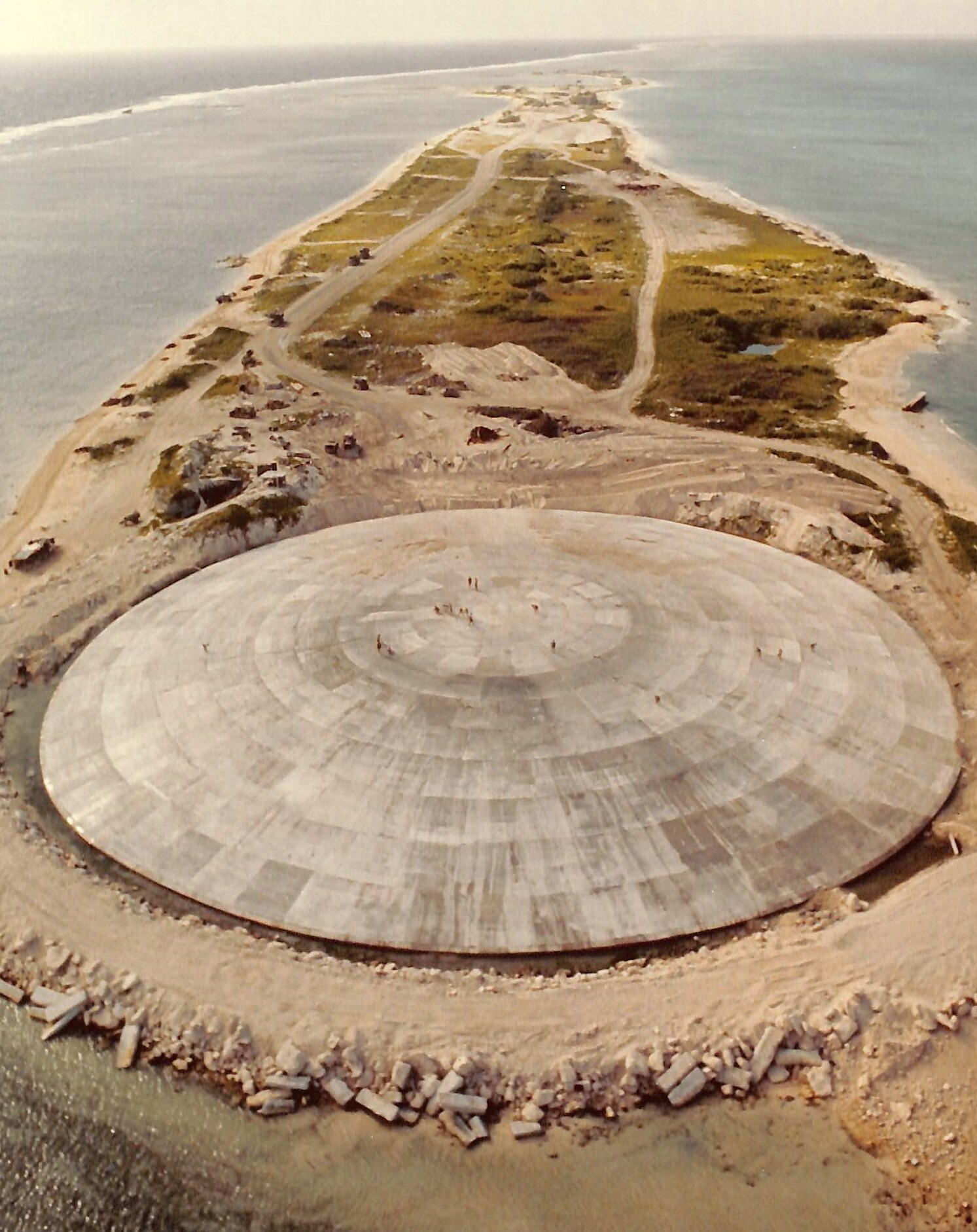
Luftaufnahme des Runit Dome von Nordwesten

## Kernwaffentests
Im Rahmen der Operation Redwing fanden Kernwaffentests auf Runit statt. Vom Lacrosse-Test am 4. Mai 1956 stammt ein Krater im Norden der Insel. Er befindet sich östlich der Nordspitze der Insel.
Am 5. Mai 1958 erfolgte hier ein Kernwaffentest im Rahmen der Operation Hardtack I: die Cactus-Explosion (18 kt). Es entstand ein Krater mit einem Durchmesser von über 100 m.
Insgesamt werden 14 Kernwaffentests auf Runit gezählt.
In den Jahren 1977 bis 1980 wurde der Cactus-Krater mit 101.498 Kubikmetern (teils plutoniumhaltigen) radioaktiven Bodens von den anderen Inseln des Atolls aufgefüllt. Es wurde eine Kuppel aus Stahlbeton errichtet, um das radioaktive Material abzudecken. Die Kosten der Aktion betrugen 239 Millionen US-Dollar. Der so entstandene Runit Dome sollte ursprünglich nur eine Übergangslösung sein, bis ein Atommüll-Endlager für den dort gelagerten Schutt gefunden würde. Zu einer solchen Lösung kam es jedoch nie und die USA erklärten 1983, nicht mehr für den Runit Dome zuständig zu sein.
Im Gegensatz zur Oberfläche ist der Boden des Runit Domes nicht versiegelt. Laut einer Studie aus dem Jahre 2012 tritt radioaktives Material aus. Es besteht zudem die Möglichkeit, dass die Kuppel des Runit Domes während eines Taifuns beschädigt werden könnte. Mindestens seit 2013 treten Risse in der Kuppel auf. Ein Anstieg des Meeresspiegels könnte das Gelände fluten. Es wird befürchtet, dass dadurch noch mehr radioaktives Material in den Ozean gelangen könnte.
Laut einer Studie aus dem Jahr 2018 sind die erhöhten Vorkommen von Plutonium und Cäsium in der Lagune Runits jedoch nicht primär auf den Runit Dome zurückzuführen, sondern vielmehr auf die Kontamination der umliegenden Meeressedimente. Mehrere Berichte des Energieministeriums der USA geben an, dass kein nennenswertes Risiko vom Runit Dome ausgehe. Die Umgebung sei bereits so heftig radioaktiv kontaminiert, dass selbst eine totale Zerstörung des Runit Domes keine erkennbaren Folgen haben würde. Auch eine durch den Klimawandel bedingte Flutung des Atommülllagers würde den Berichten zufolge keine negativen Konsequenzen für die Flora und Fauna Eniwetoks haben. In der Forschung wird davon ausgegangen, dass gerade einmal 0,8 Prozent der auf dem Eniwetok-Atoll freigesetzten Radioaktivität im Runit Dome zusammengetragen wurde. Der Radioökologe Georg Steinhauser bezeichnete den Runit Dome daher als eine „kosmetische Maßnahme“.